# Malattia da accumulo lisosomiale
Le malattie da accumulo lisosomiale o LSD (acronimo dall'inglese Lysosomal Storage Disease) sono un'eterogenea famiglia di patologie, circa 50, dovute a diversi tipi di difetti genetici, accomunate dalla caratteristica di determinare un accumulo di metaboliti o sostanze nei lisosomi con conseguente perdita di funzionalità cellulare.
Le cause di queste patologie sono sempre da ricondurre ad un'anomalia genetica, trasmessa con modalità autosomica recessiva oppure di tipo X-linked recessivo, come la malattia di Fabry e la sindrome di Hunter (MPS II).

## Storia
Una delle prime individuate è stata la malattia di Tay-Sachs nel 1881, nel 1882 seguita dalla malattia di Gaucher. Solo verso la fine degli anni sessanta de Duve e coll., utilizzando tecniche di frazionamento cellulare, studi citologici e analisi biochimiche, identificarono e caratterizzano il lisosoma, riconoscendone la funzione di organello cellulare responsabile della digestione intracellulare e del riciclaggio delle macromolecole. Ciò ha permesso la comprensione delle basi fisiologiche delle malattie da accumulo lisosomiale.
La malattia di Pompe è stata la prima ad essere riconosciuta come una LSD nel 1963 in seguito agli studi di L. Hers, il quale scoprì che essa è dovuta ad un deficit di α-glucosidasi. Lo stesso ricercatore intuì che anche le MPS mucopolisaccaridosi potevano essere dovute a carenze enzimatiche.

## Eziologia ed epidemiologia
Di solito queste patologie sono dovute a disfunzioni lisosomiali da carenza di un singolo enzima necessario per il metabolismo di lipidi, glicoproteine (proteine contenenti zucchero) o dei mucopolisaccaridi. L'incidenza di ciascuna patologia, presa singolarmente, è inferiore a 1:100.000; complessivamente, però, questo gruppo di malattie ha un'incidenza di 1:5000 - 1:10.000.

## Patogenesi
Il lisosoma ha un ruolo chiave nel metabolismo delle sostanze endogene, che se accumulate all'interno della cellula sono tossiche. Quando gli enzimi in esso contenuti e confinati sono carenti o assenti, il metabolismo dei prodotti di rifiuto del metabolismo cellulare non avviene con efficienza, e le sostanze, accumulandosi all'interno della cellula, determinano tossicità fino alla morte cellulare. In altri termini, quando i lisosomi non funzionano normalmente, i prodotti in eccesso destinati alla demolizione enzimatica da parte degli enzimi contenuti nei lisosomi si accumulano nella cellula.
Tutte le malattie lisosomiali hanno origine da un accumulo anomalo di sostanze all'interno dei lisosomi. Esse sono dovute a deficit genetici ereditati dai genitori, deficit che determinano una carenza/assenza enzimatica specifica per ogni singola patologia. Queste patologie hanno un esordio infantile che va da pochi mesi a pochi anni dalla nascita. Molti bambini affetti muoiono dopo pochi anni dalla presentazione della sintomatologia, con sintomi ingravescenti e spesso devastanti. I sintomi delle varie patologie variano tra loro a seconda dello specifico disturbo, e di variabili come l'età di insorgenza; la gravità delle manifestazioni è variabile.

## Profilo clinico
Fra i segni clinici più comuni in questo gruppo di patologie vi sono ritardo dello sviluppo, disturbi del movimento, convulsioni, demenza, sordità e/o cecità. In alcune persone affette si riscontrano inoltre un aumento delle dimensioni del fegato (epatomegalia) e della milza (splenomegalia), problemi polmonari e cardiaci e un anomalo sviluppo delle ossa.

## Diagnosi
La maggior parte dei pazienti sono inizialmente riconosciuti mediante i test enzimatici, che sono il metodo più efficace per arrivare ad una diagnosi definitiva. In alcune famiglie, dove è nota una mutazione causa di malattia, o aree di popolazione isolate può essere eseguita un'analisi della mutazione come screening. Inoltre, dopo la diagnosi si effettuano test biochimici, l'analisi della mutazione di solito si effettua per alcune patologie specifiche.

## Classificazione
La classificazione delle malattie genetiche in generale e delle malattie da accumulo lisosomiale in particolare, sono molto complesse e diversificate a seconda degli approcci descrittivi usati.

### Classificazione standard (ICD-10)
Le malattie da accumulo lisosomiale sono classificate generalmente in base alla natura del materiale patologico accumulato, e possono essere sostanzialmente suddivise così (Sec. ICD-10);
- (E75) Malattie da accumulo lipidico soprattutto Sfingolipidosi (incluse la Malattia di Gaucher e quella di Niemann-Pick)
  - (E75.0-E75.1) Gangliosidosi (inclusa la Malattia di Tay-Sachs)
  - (E75.2)Leucodistrofia
- (E76.0) Mucopolisaccaridosi (inclusa la Sindrome di Hunter e la Malattia di Hurler)
- (E77) Disordini da accumulo di glicoproteine
- (E77.0-E77.1) Mucolipidosi

Ancora, la glicogenosi di tipo II (malattia di Pompe) è anche un difetto nel metabolismo lisosomiale, pur essendo, altrimenti nell'ICD-10, classificata come E74.0.

### Classificazione in base al difetto proteico
In alternativa è possibile fare una classificazione in base al deficit proteico specifico, usando la proteina target della malattia lisosomiale che causa accumulo.
| Tipi di difetti proteici                    | Esempio di malattia                                                                 | Deficit proteico                          |
| ------------------------------------------- | ----------------------------------------------------------------------------------- | ----------------------------------------- |
| Primariamente idrolasi lisosomiali          | Sfingolipidosi (p.e.: gangliosidosi, Malattia di Gaucher, Malattia di Niemann-Pick) | Varie                                     |
| Modificazioni post-translazionali di enzimi | Deficienza multipla di solfatasi                                                    | Solfatasi multiple                        |
| Proteine di trasporto di membrana           | Mucolipidosi tipo II e IIIA                                                         | N-acetilglucosamine-1-fosfate transferasi |
| Enzima di protezione proteica               | Galattosialidosi                                                                    | Catepsina A                               |
| Proteine solubili non enzimatiche           | Deficienza GM2-AP variante AB, Malattia di Niemann-Pick, tipo C2                    | GM2-AP, NPC2                              |
| Proteine transmembrana                      | Deficienza di SAP                                                                   | Proteina attivatore dei Sfingolipidi      |
| Proteine transmembrana                      | Malattia di Niemann-Pick, tipo C1                                                   | NPC1                                      |
| Proteine transmembrana                      | Malatia di Salla                                                                    | Sialina                                   |
| Ove non altrimenti specificato, il rif. è:  |                                                                                     |                                           |

### Tavola Sinottica
'A cura di: T. Gerstner dellUniversità di EidelbergMalattie da accumulo lisosomiale.
| Sindromi                                                                           | Enzima/Transportatore                                  | Cromosoma/Locus genetico (Gen) | Prevalenza                              | ICD -10 | OMIM   |
| Mucopolisaccaridosi                                                                |                                                        |                                |                                         |         |        |
| Sindrome di Hurler-Pfaundler o Malattia di Hurler (MPS I-H)                        | α-L-Iduronidasi                                        | 4q16.3                         |                                         | E76.0   | [ 3 ]  |
| Malattia di Scheie (MPS I-S)                                                       | α-L-Iduronidasi                                        | 4q16.3                         |                                         | E76.0   | [ 4 ]  |
| Sindrome di Hurler-Scheie (MPS I-H/S)                                              | α-L-Iduronidasi                                        | 4q16.3                         |                                         | E76.0   | [ 5 ]  |
| Sindrome di Hunter (MPS II)                                                        | Iduronat-2-Sulfatasi                                   | Xq27.3-28                      | 1:136.000                               | E76.1   | [ 6 ]  |
| Sindrome di Sanfilippo Tipo A (MPS IIIA)                                           | Eparansolfatosulfamidasi (SGSH)                        | 17q25.3                        | 1:114.000                               | E76.2   | [ 7 ]  |
| Sindrome di Sanfilippo Tipo B (MPS IIIB)                                           | α-N-Acetilglucoseamidasi (NAGLU)                       | 17q21                          | 1:211.000                               | E76.2   | [ 8 ]  |
| Sindrome di Sanfilippo Tipo C (MPS IIIC)                                           | Acetil-CoA α-Glucosaminid-N-Acetiltransferasi (HGSNAT) | 8p11.1                         | 1:1.407.000                             | E76.2   | [ 9 ]  |
| Sindrome di Sanfilippo Tipo D (MPS IIID)                                           | N-Acetil-glucosamin-6-sulfatsulfatasi (GNS)            | 12q14                          | 1:1.056.000                             | E76.2   | [ 10 ] |
| Sindrome di Morquio Tipo A (MPS IVA)                                               | N-Acetil-glucosamin-6-sulfatsulfatasi                  | 16q24.3                        | 1:169.000                               | E76.2   | [ 11 ] |
| Sindrome di Morquio Tipo B (MPS IVB)                                               | β-Galattosidasi                                        | 3p21.3                         |                                         | E76.2   | [ 12 ] |
| Sindrome di Morquio Tipo C (MPS IVC)                                               |                                                        |                                |                                         | E76.2   | [ 13 ] |
| Sindrome di Maroteaux-Lamy (MPS VI)                                                | Arilsulfatasi B                                        | 5q11-13 (ARSB)                 | 1:235.000                               | E76.2   | [ 14 ] |
| Sindrome di Sly (MPS VII)                                                          | β-Glucoronidasi                                        | 7q21.1-11                      | 1:2.111.000                             | E76.2   | [ 15 ] |
| Mucolipidosi (ML)                                                                  |                                                        |                                | 1:325000                                |         |        |
| Sialidosi Tipo II (ML Typ I)                                                       | Neuraminidasi                                          | 6p21.3                         | 1:>4.200.000                            | E77.1   | [ 16 ] |
| I-Falciforme (ML Tipo IIα/β)                                                       | Fosfotransferasi                                       | 12q23.3 (GNPTAB)               | 1:330.000 (inkl. ML III)                | E77.0   | [ 17 ] |
| Pseudo polidistrofia di Hurler (ML Tipo IIIα/β)                                    | Fosfotransferasi                                       | 12q23.3 (GNPTAB)               | 1:330.000 (inkl. ML II)                 | E77.0   | [ 18 ] |
| Sialolipidasi (ML Tipo IV)                                                         | Mucolipin-1                                            | 19p13.3-p13.2 (MCOLN1)         |                                         |         | [ 19 ] |
| Sfingolipidosi                                                                     |                                                        |                                |                                         |         |        |
| GM1-Gangliosidosi Tipo I                                                           | β-Galattosidasi                                        | 3p21.3 (GLB1)                  | 1:384.000 (Typ I, II + III)             | E75.1   | [ 20 ] |
| GM1-Gangliosidosi Tipo II                                                          | β-Galattosidasi                                        | 3p21.3                         | 1:384.000 (Typ I, II + III)             | E75.1   | [ 21 ] |
| GM1-Gangliosidosi Tipo III                                                         | β-Galattosidasi                                        | 3p21.3                         | 1:384.000 (Typ I, II + III)             | E75.1   | [ 22 ] |
| Malattia di Tay-Sachs                                                              | β-Essosaminidasi A                                     | 15q23-24 (HEXA)                | 1:201.000                               | E75.0   | [ 23 ] |
| Malattia di Sandhoff                                                               | β-Essosaminidasi A & B                                 | 5q13 (HEXB)                    | 1:130.000                               | E75.0   | [ 24 ] |
| Sindrome di Tay-Sachs AB Variante (GM2-Attivatore di Mangel)                       | GM2-Attivatore                                         | 5q31.3-q33.1                   |                                         | E75.0   | [ 25 ] |
| Malattia di Fabry                                                                  | α-Galactosidasi                                        | Cromosoma Xq22 (GLA)           | 1:117.000                               | E75.0   | [ 26 ] |
| Malattia di Gaucher Tipo I                                                         | Glucocerebrosidasi                                     | 1q22 (GBA)                     | 1:57.000 (tutte le Malattie di Gaucher) | E75.2   | [ 27 ] |
| Malattia di Gaucher Tipo II                                                        | Glucocerebrosidasi                                     | 1q22 (GBA)                     | 1:57.000 (tutte le Malattie di Gaucher) | E75.2   | [ 28 ] |
| Malattia di Gaucher Tipo III                                                       | Glucocerebrosidasi                                     | 1q22 (GBA)                     | 1:57.000 (tutte le Malattie di Gaucher) | E75.2   | [ 29 ] |
| Malattia di Gaucher Tipo IIIC                                                      | Glucocerebrosidasi                                     | 1q22 (GBA)                     | 1:57.000 (tutte le Malattie di Gaucher) | E75.2   | [ 30 ] |
| Malattia di Gaucher perinatale letale                                              | Glucocerebrosidasi                                     | 1q22 (GBA)                     | 1:57.000 (tutte le Malattie di Gaucher) | E75.2   | [ 31 ] |
| Leucodistrofia metacromatica (MLD)                                                 | Arilsulfatasi A                                        | 22q13.3 (ARSA)                 | 1:92.000                                | E75.2   | [ 32 ] |
| Deficit di Saposina-B                                                              | Saposina B                                             | 10q22.1 (PSAP)                 |                                         |         | [ 33 ] |
| Malattia di Krabbe                                                                 | Galattosilceramidasi                                   | 14q31 (GALC)                   | 1:201.000                               | E75.2   | [ 34 ] |
| Malattia di Krabbe carenza atipica, di Saposina-A                                  | Saposina A                                             | 10q22.1 (PSAP)                 |                                         | E75.2   | [ 35 ] |
| Malattia di Niemann-Pick Tipo A                                                    | Sfingomielinasi                                        | 11p15.4-p15.1 (SMPD1)          | 1:218.000 (A+B zusammen)                | E75.2   | [ 36 ] |
| Malattia di Niemann-Pick Tipo B                                                    | Sfingomielinasi                                        | 11p15.4-p15.1 (SMPD1)          | 1:218.000 (A+B zusammen)                | E75.2   | [ 37 ] |
| Malattia di Niemann-Pick Tipo C1                                                   | NPC1-Proteina                                          | 18q11-q12 (NPC1)               | 1:211.000                               | E75.2   | [ 38 ] |
| Malattia di Niemann-Pick Tipo C2                                                   | NPC2-Proteina                                          | 1424.3 (NPC2)                  |                                         | E75.2   | [ 39 ] |
| Malattia di Gaucher Deficit di Saposina-C                                          | Saposina C                                             | 10q22.1 (PSAP)                 |                                         | E75.2   | [ 40 ] |
| Malattia di Farber                                                                 | Acido Ceramidasi                                       | 8p22-p21.3 (ASAH)              |                                         | E75.2   | [ 41 ] |
| Deficit Multiplo di Sulfatasi o Malattia di Austin                                 | Enzima generatore Fgly                                 | 3p26 (SUMF1)                   | 1:407.000                               | E75.2   | [ 42 ] |
| Oligosaccaridosi                                                                   |                                                        |                                |                                         |         |        |
| α-Mannosidasi                                                                      | α-Mannosidasi                                          | 19cen-q12 (MAN2B1)             | 1:1.056.000                             | E77.1   | [ 43 ] |
| β-Mannosidasi                                                                      | β-Mannosidasi                                          | 4q22-q25 (MANBA)               |                                         | E77.1   | [ 44 ] |
| Fucosidosi                                                                         | α-Fucosidasi                                           | 1p34 (FUCA1)                   | 1:2.000.000                             | E77.1   | [ 45 ] |
| Aspartilglucosaminuria                                                             | Aspartilglucosaminidasi                                | 4q32-33 (AGA)                  | 1:2.111.000                             | E77.1   | [ 46 ] |
| Malattia di Schindler Tipo I                                                       | α-Galattosaminidasi                                    | 22q11 (NAGA)                   | 1:528.000                               | E74.2   | [ 47 ] |
| Malattia da accumulo di acido sialico infantile (ISSD) Sialidosi finnica           | Transportatore dell'acido sialico (Sialina)            | 6q14-15 (SLC17A5)              | 1:500.000                               | E77.1   | [ 48 ] |
| Malattia da accumulo di acido sialico adulto (Malattia di Salla) Sialidosi finnica | Transportatore dell'acido sialico (Sialina)            | 6q14-15 (SLC17A5)              | 1:500.000                               | E77.1   | [ 49 ] |
| Galattosialidasi (Sindrome di Goldberg)                                            | Proteina Protettiva                                    | 20q13.1 (GLB2)                 |                                         |         | [ 50 ] |
| Lipofuscinosi neuronali ceroidee                                                   |                                                        |                                |                                         |         |        |
| Lipofuscinosi Neuronale Ceroidea 1                                                 | Palmitoil-Tio-Esterasi                                 | 1p32 (CLN1)                    |                                         | E75.4   | [ 51 ] |
| Lipofuscinosi Neuronale Ceroidea 2                                                 | Tripeptidil-Peptidasi 1                                | 11p15.5 (TPP1)                 |                                         | E75.4   | [ 52 ] |
| Lipofuscinosi Neuronale Ceroidea 3 (Malattia di Batten)                            |                                                        | 16p12.1 (CLN3)                 |                                         | E75.4   | [ 53 ] |
| Lipofuscinosi Neuronale Ceroidea 4A                                                |                                                        |                                |                                         | E75.4   | [ 54 ] |
| Lipofuscinosi Neuronale Ceroidea 4B                                                |                                                        |                                |                                         | E75.4   | [ 55 ] |
| Lipofuscinosi Neuronale Ceroidea 5                                                 |                                                        | 13q21.1-q32 (CLN5)             |                                         | E75.4   | [ 56 ] |
| Lipofuscinosi Neuronale Ceroidea 6                                                 |                                                        | 15q21-q23 (CLN6)               |                                         | E75.4   | [ 57 ] |
| Lipofuscinosi Neuronale Ceroidea 7                                                 |                                                        | 4q28.1-q28.2 (MFSD8)           |                                         | E75.4   | [ 58 ] |
| Lipofuscinosi Neuronale Ceroidea 8                                                 |                                                        | 8p23 (CLN8)                    |                                         | E75.4   | [ 59 ] |
| Lipofuscinosi Neuronale Ceroidea 8 (Epilessia nordica)                             |                                                        | 8p23 (CLN8)                    |                                         | E75.4   | [ 60 ] |
| Lipofuscinosi Neuronale Ceroidea 9                                                 |                                                        |                                |                                         | E75.4   | [ 61 ] |
| Lipofuscinosi Neuronale Ceroidea 10                                                |                                                        | 11p15.5 (CTSD)                 |                                         | E75.4   | [ 62 ] |
| Altre                                                                              |                                                        |                                |                                         |         |        |
| Picnodisostosi                                                                     | Catepsina K                                            | 1q21 (CTSK)                    | 1:146.000                               | Q78.8   | [ 63 ] |
| Malattia di Pompe                                                                  | Lisosomiale α-Glucosidasi                              | 17q25.2-3 (GAA)                | 1:192.000                               | E74.0   | [ 64 ] |
| Cistinosi nefropatica                                                              | Trasportatore della Cistina                            | 17p13 (CTNS)                   | 1:528.000                               | E72.0   | [ 65 ] |
| Cistinosi dell'adulto, adulto, non nefropatica                                     | Trasportatore della Cistina                            | 17p13 (CTNS)                   | 1:528.000                               | E72.0   | [ 66 ] |
| Malattia di Wolman/CESD                                                            | Acido lisosomiale Lipasi                               | 10q23.2–23.3 (LIPA)            | 1:700.000                               | E75.5   | [ 67 ] |

## Terapia e prognosi

### Terapie sperimentali
Lo stato dell'arte per il trattamento di queste patologie; prevede oggi alcune opzioni terapeutiche sperimentali, che sono:
- la terapia enzimatica sostitutiva o (ERT),[75][76][77][78]
- trapianto di cellule staminali emopoietiche o (HSCT),[79][80][81]
- riduzione della terapia substrato o (SRT),[82][83][84]
- la terapia chaperone-mediata,[85][86] e
- la terapia genica.[87][88]

Anche se l'efficacia clinica non è stata ancora pienamente dimostrata, per nessuna di queste terapie, è probabile che sviluppi futuri porteranno a un trattamento in grado di modificare l'evoluzione di queste malattie.

### Malattia di Hurler
- National Organization for Rare Disorders, NORD guide to rare disorders, Lippincott Williams & Wilkins, 2003,  p. 477, ISBN 978-0-7817-3063-1.
- Stephen Ludwig, Visual handbook of pediatrics and child health: the core, Lippincott Williams & Wilkins, 1º maggio 2008,  p. 408, ISBN 978-0-7817-9505-0.

### Malattia di Scheie
- Peter M. Royce e Beat U. Steinmann, Connective tissue and its heritable disorders: molecular, genetic, and medical aspects, John Wiley and Sons, 15 maggio 2002,  p. 855, ISBN 978-0-471-25185-9.
- Nenad Blau, Georg F. Hoffmann e James Leonard, Physician's guide to the treatment and follow-up of metabolic diseases, Springer, 2006,  p. 199, ISBN 978-3-540-22954-4.

### Sindrome di Hurler-Scheie
- Cynthia A. Riccio, Jeremy R. Sullivan e Morris J. Cohen, Neuropsychological Assessment and Intervention for Childhood and Adolescent Disorders, John Wiley and Sons, 1º marzo 2010,  p. 512, ISBN 978-0-470-18413-4.
- Stuart H. Orkin, David G. Nathan, David Ginsburg, A. Thomas Look, Nathan and Oski's hematology of infancy and childhood, Elsevier Health Sciences, 2009,  p. 1334, ISBN 978-1-4160-3430-8. URL consultato il 17 febbraio 2011.

### Sindrome di Hunter
- Christopher Gillberg, Clinical Child Neuropsychiatry, Cambridge University Press, 16 ottobre 2003,  p. 243, ISBN 978-0-521-54335-4.
- Roger N. Rosenberg, Salvatore DiMauro, Henry L Paulson, Louis Ptácek, Eric J Nestler, The Molecular and Genetic Basis of Neurologic and Psychiatric Disease, Lippincott Williams & Wilkins, 1º novembre 2007,  p. 257, ISBN 978-0-7817-6956-3.

### Sindrome di Sanfilippo
- National Organization for Rare Disorders, NORD guide to rare disorders, Lippincott Williams & Wilkins, 2003,  p. 474, ISBN 978-0-7817-3063-1.
- Joe T. R. Clarke, A clinical guide to inherited metabolic diseases[collegamento interrotto], Cambridge University Press, 2006,  p. 51, ISBN 978-0-521-61499-3.
- John A. Barranger, Lysosomal storage disorders, Springer, 1º ottobre 2007,  p. 428, ISBN 978-0-387-70908-6.
- John Fernandes, Inborn metabolic diseases: diagnosis and treatment, Springer, 2006,  p. 31, ISBN 978-3-540-28783-4.
- Aubrey Milunsky e Jeff Milunsky, Genetic Disorders and the Fetus: Diagnosis, Prevention and Treatment, John Wiley and Sons, 29 gennaio 2010,  p. 511, ISBN 978-1-4051-9087-9.
- accessdate Christopher Gillberg, Clinical Child Neuropsychiatry, Cambridge University Press, 16 ottobre 2003,  p. 243, ISBN 978-0-521-54335-4.

### Sindrome di Morquio
- E. Curto, Dizionario Oxford della medicina, Gremese Editore, 1998,  p. 340, ISBN 978-88-7742-219-4.
- Gaetano Crepaldi e Aldo Baritussio, Trattato di medicina interna, PICCIN, 2002,  p. 28, ISBN 978-88-299-1642-9.
- Roger N. Rosenberg, Salvatore DiMauro, Henry L Paulson, Louis Ptácek, Eric J Nestler, The Molecular and Genetic Basis of Neurologic and Psychiatric Disease, Lippincott Williams & Wilkins, 1º novembre 2007,  p. 275, ISBN 978-0-7817-6956-3.
- Aubrey Milunsky e Jeff Milunsky, Genetic Disorders and the Fetus: Diagnosis, Prevention and Treatment, John Wiley and Sons, 29 gennaio 2010,  p. 451, ISBN 978-1-4051-9087-9.

### Sindrome di Maroteaux-Lamy
- Mario Raso, Trattato di anatomia patologica clinica, PICCIN, 1986,  p. 120, ISBN 978-88-299-0409-9.
- Deformità e malattie congenite dello scheletro, PICCIN, 1987,  p. 511, ISBN 978-88-299-0630-7.
- Roger N. Rosenberg, Salvatore DiMauro, Henry L Paulson, Louis Ptácek, Eric J Nestler, The Molecular and Genetic Basis of Neurologic and Psychiatric Disease, Lippincott Williams & Wilkins, 1º novembre 2007,  p. 252, ISBN 978-0-7817-6956-3.
- Marjo S. van der Knaap, J. Valk e Frederik Barkhof, Magnetic resonance of myelination and myelin disorders, Birkhäuser, 2005,  p. 924, ISBN 978-3-540-22286-6. URL consultato il 20 febbraio 2011.

### Sindrome di Sly
- Joe T. R. Clarke, A clinical guide to inherited metabolic diseases[collegamento interrotto], Cambridge University Press, 2006,  p. 51, ISBN 978-0-521-61499-3.
- Roger A. Barker, Neil Scolding, Dominic Rowe, Andrew J. Larner, The A-Z of neurological practice: a guide to clinical neurology, Cambridge University Press, 10 gennaio 2005,  p. 391, ISBN 978-0-521-62960-7.
- William J. Freed, Neural transplantation: an introduction, MIT Press, 2000,  p. 413, ISBN 978-0-262-06208-4.